# Anophiodes
Anophiodes là một chi bướm đêm thuộc họ Noctuidae.